# Subdivisões do Reino Unido

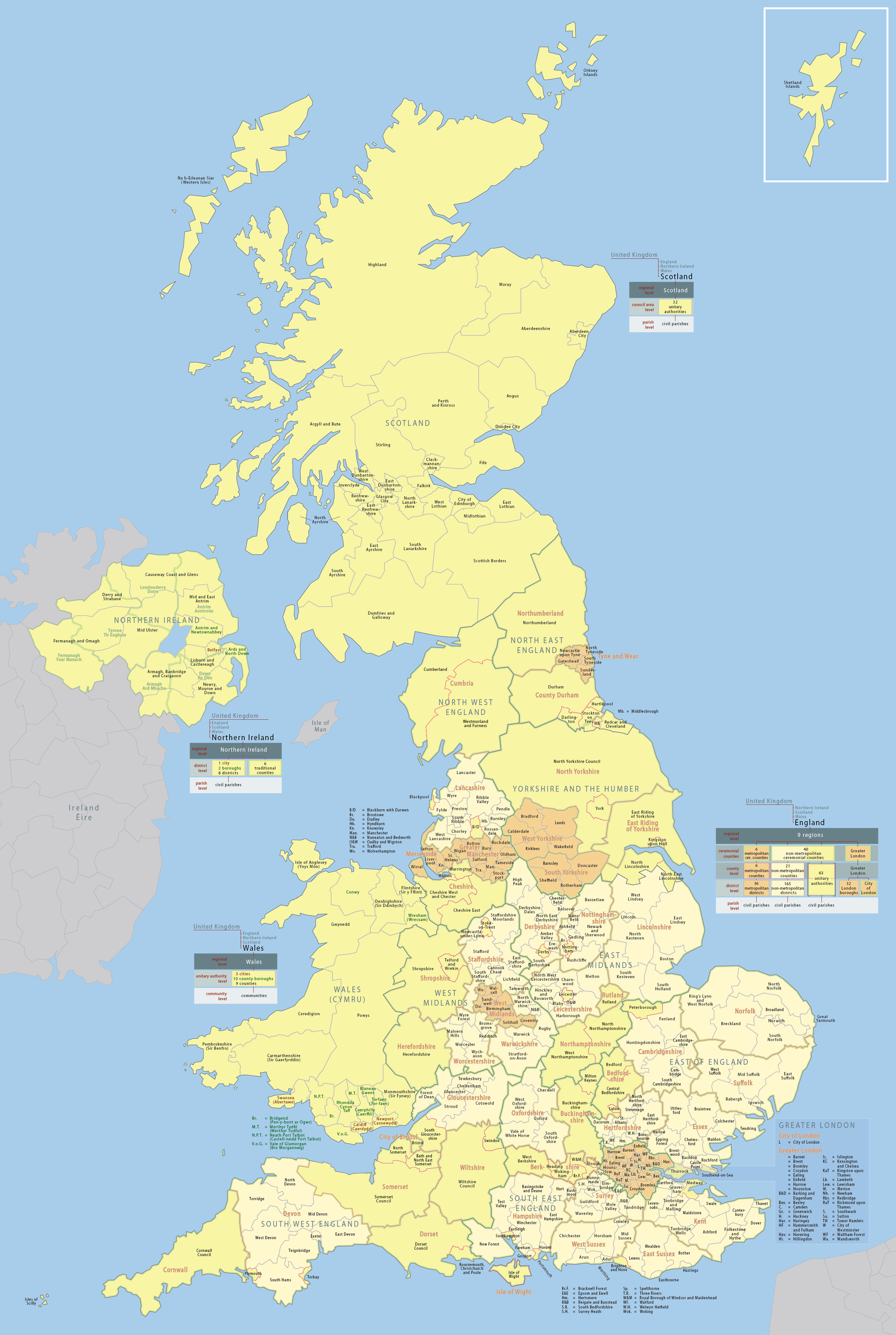
Subdivisões administrativas do Reino Unido.

A geografia administrativa do Reino Unido é complexa, multifacetada e não uniforme. O Reino Unido, um Estado soberano ao noroeste da Europa Ocidental, é formado pelos países constituintes: Inglaterra, Escócia, País de Gales e Irlanda do Norte. A Inglaterra situa-se ao sul, a Escócia ao norte e o País de Gales ao oeste da ilha da Grã-Bretanha. A Irlanda do Norte situa-se na ilha da Irlanda, ao nordeste da República da Irlanda. Convém diferenciar o Reino Unido da Grã-Bretanha - sendo essa uma ilha - que não inclui a Irlanda do Norte, situada na ilha da Irlanda.
Na ausência de um documento escrito que englobe de forma abrangente a Constituição britânica e devido a uma história complexo de formação do Reino Unido, uma variedade de termos é usada para se referir às suas partes constituintes, que às vezes são chamadas de quatro países do Reino Unido. As quatro nações são às vezes chamadas coletivamente de Home Nations, particularmente em contextos esportivos. Embora os quatro países sejam relevantes para fins legais e governamentais, não são comparáveis às subdivisões administrativas da maioria dos outros países.
A Grã-Bretanha também abriga 17 territórios dependentes que não fazem parte oficialmente do Reino Unido, mas são representados em instituições internacionais como as Nações Unidas.
Historicamente, as divisões subnacionais do Reino Unido são o Condado e a paróquia eclesiástica. Após o surgimento de um parlamento britânico unificado, o distrito eleitoral e as circunscrições têm sido subdivisões políticas comuns a todas as nações do país. As subdivisões mais recentes incluem as "áreas de tenência" e os territórios estatísticos definidos com os modernos sistemas ITL (anteriormente denominados "NUTS") e a ISO 3166-2:GB.

## História
Essa estrutura foi formada pela união concordada entre os históricos Estados soberanos, o Reino da Inglaterra (incluindo o Principado de Gales) e o Reino da Escócia no Tratado de União e promulgado pelos Atos de União de 1707 para formar o único Reino da Grã-Bretanha (1707-1800); seguido pelo Ato de União de 1800, que combinou a Grã-Bretanha com o Reino da Irlanda para formar o Reino Unido da Grã-Bretanha e Irlanda. Em 1922, a Independência da Irlanda culminou na partição da Irlanda com o estabelecimento do Estado Livre Irlandês e da Irlanda do Norte.
O País de Gales foi incorporado ao sistema jurídico inglês através das Atos das Leis em Gales 1535-1542, o anterior Estatuto de Rhuddlan restringiu, mas não aboliu, a Lei Galesa após a Conquista Eduardiana em 1282. Como resultado, Inglaterra e Gales são tratados como entidade única determinados fins administrativos - principalmente por partilharem o mesmo sistema judiciário - enquanto a Escócia e a Irlanda do Norte possuem seus respectivos sistemas legais distintos.
Sob o Ato do Governo da Irlanda de 1920, a Irlanda do Norte foi a primeira nação das Ilhas Britânicas a ter um governo descentralizado até a dissolução do Parlamento da Irlanda do Norte em 1972. Após um período de governo direto de Westminster e alguns tentativas frustradas de restabelecer o governo descentralizado durante os Conflitos, a atual Assembleia da Irlanda do Norte foi estabelecida em 1998 e está atualmente em atividade após vários períodos de suspensão. A complexa história da Irlanda do Norte levou a diferentes pontos de vista quanto ao seu status. O termo "Província" é frequentemente usado por comentaristas unionistas e britânicos para se referir à Irlanda do Norte, mas não por nacionalistas.

## Visão geral
| Estado                      | Reino Unido[L]                                                             | Reino Unido[L]                                                             | Reino Unido[L]                                                             | Reino Unido[L]                                                             | Reino Unido[L]                                                             | Reino Unido[L]                                                             | Reino Unido[L]       | Reino Unido[L]    | Reino Unido[L]      |
| Nação                       | Inglaterra                                                                 | Inglaterra                                                                 | Inglaterra                                                                 | Inglaterra                                                                 | Inglaterra                                                                 | Inglaterra                                                                 | País de Gales[L]     | Escócia[L]        | Irlanda do Norte[L] |
| Área de autoridade          | Greater London Authority e áreas de autoridade combinadas,[C] outras áreas | Greater London Authority e áreas de autoridade combinadas,[C] outras áreas | Greater London Authority e áreas de autoridade combinadas,[C] outras áreas | Greater London Authority e áreas de autoridade combinadas,[C] outras áreas | Greater London Authority e áreas de autoridade combinadas,[C] outras áreas | Greater London Authority e áreas de autoridade combinadas,[C] outras áreas | País de Gales[L]     | Escócia[L]        | Irlanda do Norte[L] |
| Área de tenência            | Condados cerimoniais                                                       | Condados cerimoniais                                                       | Condados cerimoniais                                                       | Condados cerimoniais                                                       | Condados cerimoniais                                                       | Condados cerimoniais                                                       | Condados preservados | Áreas de tenência | Áreas de tenência   |
| Tipo de condado             | Não-metropolitano                                                          | Não-metropolitano                                                          | Metropolitano                                                              | Único                                                                      | Único                                                                      | Único                                                                      | Condados preservados | Áreas de tenência | Áreas de tenência   |
| Área do conselho do condado | Área do conselho de dois níveis[C]                                         | Autoridade unitária[C][U]                                                  | Nenhum                                                                     | Nenhum                                                                     | Cidade de Londres[C]                                                       | Ilhas Scilly[C][S]                                                         | Áreas Principais[C]  | Conselhos         | Distritos           |
| Distrito                    | Distritos não-metropolitanos[B][C]                                         | Autoridade unitária[C][U]                                                  | Boroughs metropolitanos                                                    | Boroughs de Londres[C]                                                     | Cidade de Londres[C]                                                       | Ilhas Scilly[C][S]                                                         | Áreas Principais[C]  | Conselhos         | Distritos           |
| Paróquia                    | Paróquias civis[C][T]                                                      | Paróquias civis[C][T]                                                      | Paróquias civis[C][T]                                                      | Paróquias civis[C][T]                                                      | Wards                                                                      | Paróquias civis                                                            | Comunidades          | Comunidades       | Paróquias civis     |

## Governo local

### Inglaterra
A Inglaterra não possui legislatura ou governo nacional descentralizado.
As subdivisões de nível mais elevado da Inglaterra são as nove regiões. A região de Londres, conhecida como Grande Londres (Greater London), é dividida em Cidade de Londres e 32 distritos (boroughs) londrinos. Este nível é administrado pela Greater London Authority, incluindo a diretamente eleita Assembleia de Londres. As demais regiões são compostas por condados metropolitanos e não metropolitanos e autoridades unitárias. Os condados são divididos em distritos (que podem ser chamados de cidades, bairros, bairros reais, bairros metropolitanos ou distritos). As autoridades unitárias englobam efetivamente as funções de condados e distritos.
Abaixo do nível distrital, há as paróquias civis, embora não uniformemente. Há conselhos paroquiais ou municipais para vilas e pequenas cidades, mas não para comunidades dentro de áreas urbanas.
Comumente, embora não administrativamente, a geografia da Inglaterra é dividida em condados cerimoniais, que na maioria destas áreas se assemelham aos condados históricos. Cada condado cerimonial possui um Lord-Lieutenant, que é o representante do monarca britânico.

### Escócia
A Escócia possui uma legislatura descentralizada, o Parlamento Escocês, com um governo independente desde 1999, o Executivo Escocês. Desde 2007, o Executivo Escocês tem sido chamado de "Governo da Escócia".
A nível de governo local, a Escócia possui 32 áreas de conselho (autoridades unitárias). Abaixo desse nível uniforme de subdivisão, existem vários níveis de comitês de área nas áreas rurais maiores do conselho e muitos pequenos conselhos comunitários em todo o país, embora não sejam universais. Os conselhos comunitários escoceses têm poucos ou nenhum poder além de ser um fórum para levantar questões preocupantes.

### Irlanda do Norte
A Irlanda do Norte possui a Assembleia da Irlanda do Norte e o Executivo da Irlanda do Norte estabelecidos sob o Acordo da Sexta-feira Santa. Durante os períodos em que as instituições descentralizadas foram suspensas, o governo executivo na Irlanda do Norte foi administrado diretamente pelo Secretário de Estado da Irlanda do Norte e as leis eram aprovadas no Parlamento do Reino Unido - o que ficou conhecido como "governo direto" ao invés de devolução.
A nível de governo local, a Irlanda do Norte é dividida em 11 distritos, que são autoridades unitárias. A Irlanda do Norte é dividida em seis condados históricos que não ostentam nenhum propósito administrativo.

### País de Gales
O País de Gales possui uma legislatura eleita e descentralizada, o Senedd Cymru (ou Parlamento Galês), que estabelece também o Governo galês. A nível de governo local, o País de Gales consiste em 22 autoridades unitárias: 10 condados-boroughs, 9 condados e 3 cidades. Abaixo estão os conselhos comunitários, que possuem poderes semelhantes aos dos conselhos paroquiais ingleses.
O País de Gales também é dividido em condados preservados, que contam para fins cerimoniais. Embora se baseiem nos municípios usados para governo local entre 1974 e 1996, eles não têm mais uma função administrativa.

## Territórios dependentes
O Reino Unido possui 17 territórios dependentes no total: três "Dependências da Coroa" nas Ilhas Britânicas e no Canal da Mancha e quatorze "Territórios Ultramarinos" espalhados pelo mundo.
Ao contrário de outras antigas potências coloniais, o Governo britânico não classifica suas possessões ultramarinas (ou as Dependências da Coroa, que compartilham laços históricos com a Coroa britânica) como subdivisões do próprio Reino Unido; em contrapartida, cada um é tratado legalmente como uma jurisdição separada. A maioria apresenta suas próprias legislaturas e um grau de autonomia geralmente superior ao das nações descentralizadas do Reino Unido, incluindo independência fiscal.
Dos 14 territórios ultramarinos, 10 são autônomos, dois usados principalmente como bases militares, um desabitado e um na Antártida.
No entanto, o Reino Unido mantém vários graus de responsabilidade em todos os territórios, atualmente variando de controle político total a uma presença em grande parte cerimonial. As principais matérias reservadas são as áreas da diplomacia, tratados internacionais, defesa e segurança. O Reino Unido também mantém em todos os territórios uma responsabilidade residual pela "boa governança", um conceito constitucional vagamente definido recentemente exemplificado por sua imposição de governo direto após suposta corrupção grave nas Ilhas Turcas e Caicos. O Parlamento do Reino Unido e o Governo britânico, através do Conselho Privado, mantêm o poder de legislar para os Territórios Ultramarinos – embora por convenção geralmente só o façam com o consentimento de cada governo local.
As três Dependências da Coroa dentro das Ilhas Britânicas são possessões autônomas da Coroa britânica, sendo distintas dos Territórios Ultramarinos Britânicos.